# Sawai Madhopur (distrikt)
Sawai Madhopur är ett distrikt i den indiska delstaten Rajasthan. Den administrativa huvudorten är staden Sawai Madhopur. Distriktets befolkningen uppgick till 1 117 057 invånare vid folkräkningen 2001, på en yta av 4 498 km².

## Administrativ indelning
Distriktet är indelat i sju tehsil, en kommunliknande administrativ enhet:
- Bamanwas
- Bonli
- Chauth Ka Barwara
- Gangapur
- Khandar
- Malarna Doongar
- Sawai Madhopur

## Urbanisering
Distriktets urbaniseringsgrad uppgick till 19,04 % vid folkräkningen 2001. Den största staden är huvudorten Sawai Madhopur. Distriktet har endast tre ytterligare städer, nämligen Gangapur City, Mahu Kalan och Todra.